# Prix des Deux Magots
Il prix des Deux Magots è un premio letterario francese, creato nel 1933 (il giorno stesso della consegna del Prix Goncourt a André Malraux) sulla terrazza del  caffè Les Deux Magots dallo scrittore Roger Vitrac e da una bibliotecaria. Essi riunirono seduta stante una giuria di tredici autori che diedero 100 franchi ciascuno ed elessero Le Chiendent de Raymond Queneau.
La dotazione attuale è di 7.750 euro (ovvero, circa 50 000 franchi francesi).
Il proprietario del Caffè assicurò in seguito la dotazione del premio, che viene elargito a giovani talenti promettenti.
Il premio non fu assegnato negli anni 1939, 1940, 1943, 1945.

## Lista dei premiati
- 1933: Raymond Queneau - Le Chiendent
- 1934: Georges Ribemont-Dessaignes - Monsieur Jean ou l'Amour absolu
- 1935: Jacques Baron - Charbon de Mer
- 1936: Michel Matveev - Étrange Famille
- 1937: Georges Pillement - Plaisir d'Amour
- 1938: Pierre Jean Launay - Léonie la Bienheureuse
- 1939: (non assegnato)
- 1940: (non assegnato)
- 1941: J.M. Aimot - Nos mitrailleuses n'ont pas tiré
- 1942: Olivier Séchan - Les Corps ont soif
- 1943: (non assegnato)
- 1944: Jean Milo - L'Esprit de famille
- 1945: (non assegnato)
- 1946: Jean Loubes - Le Regret de Paris
- 1947: Paule Malardot - L'Amour aux deux visages
- 1948: Yves Malartic - Au Pays du Bon Dieu
- 1949: Christian Coffinet - Autour de Chérubine
- 1950: Antoine Blondin - L'Europe buissonnière
- 1951: Jean Masarès - Le Pélican dans le désert
- 1952: René-Jean Clot - Le Poil de la Bête
- 1953: Albert Simonin - Touchez pas au grisbi
- 1954: Claude Cariguel - S
- 1955: Pauline Réage - Histoire d'O
- 1956: René Hardy - Amère Victoire
- 1957: Willy de Spens - Grain de Beauté
- 1958: Michel Cournot - Le Premier Spectateur
- 1959: Henri-François Rey - La Fête espagnole
- 1960: Bernard Landry - Aide-mémoire pour Cécile
- 1961: Bernard Jourdan - Saint-Picoussin
- 1962: Loys Masson - Le Notaire des noirs
- 1963: Jean Gilbert - L'Enfant et le Harnais
- 1964: Clément Lépidis - La Rose de Büyükada
- 1965: Fernand Pouillon - Les Pierres sauvages
- 1966: Michel Bataille - Une Pyramide sur la mer
- 1967: Solange Fasquelle - L'Air de Venise
- 1968: Guy Sager - Le Soldat oublié
- 1969: Elvire de Brissac - À Pleur-Joie
- 1970: Roland Topor - Joko fête son anniversaire
- 1971: Bernard Frank - Un siècle débordé
- 1972: Alain Chedanne - Shit, Man
- 1973: Michel Del Castillo - Le Vent de la nuit
- 1974: André Hardellet - Les Chasseurs Deux
- 1975: Geneviève Dormann -  le Bateau du courrier
- 1976: François Coupry - Mille pattes sans tête
- 1977: Inès Cagnati - Génie la folle
- 1978: Sébastien Japrisot - L'Été meurtrier
- 1979: Catherine Rihoit -  le Bal des débutantes
- 1980: Roger Garaudy - L'Appel des vivants
- 1981: Raymond Abellio - Sol Invictus
- 1982: François Weyergans - Macaire le Copte
- 1983: Michel Haas - La Dernière Mise à mort
- 1984: Jean Vautrin -  Patchwork
- 1985: Arthur Silent - Mémoires minuscules
- 1986: ex-æquo:
  - Éric Deschodt - Eugénie les larmes aux yeux
  - Michel Breitman - Témoin de poussière
- 1987: Gilles Lapouge - La Bataille de Wagram
- 1988: Henri Anger -  la Mille et Unième Rue
- 1989: Marc Lambron - L'Impromptu de Madrid
- 1990: Olivier Frébourg - Roger Nimier
- 1991: Jean-Jacques Pauvert - Sade
- 1992: Bruno Racine - Au péril de la mer
- 1993: Christian Bobin - Le Très-Bas
- 1994: Christophe Bataille - Annam
- 1995: Pierre Charras - Monsieur Henry
- 1996: Éric Neuhoff - Barbe à Papa
- 1997: Ève de Castro - Nous serons comme des Dieux
- 1998: ex-æquo:
  - Daniel Rondeau - Alexandrie
  - Eric Faye - Je suis le gardien du phare
- 1999: Marc Dugain - La chambre des officiers
- 2000: Philippe Hermann - La vraie joie
- 2001: François Bizot - Le portail
- 2002: Jean-Luc Coatalem - Je suis dans les mers du Sud
- 2003: Michka Assayas - Exhibition
- 2004: Adrien Goetz - La dormeuse de Naples
- 2005: Gérard Oberlé - Retour à Zornhof (Grasset)
- 2006: Jean-Claude Pirotte - Une adolescence en Gueldre (Table Ronde)
- 2007: Stéphane Audeguy -  Fils unique
- 2008: Dominique Barbéris - Quelque chose à cacher, ed. Gallimard.
- 2009: Bruno de Cessole - L'Heure de la fermeture dans les jardins d'Occident
- 2010: Bernard Chapuis - Le Rêve entouré d'eau
- 2011: Anthony Palou - Fruits et légumes
- 2012: Michel Crépu - Le Souvenir du monde
- 2013: Pauline Dreyfus - Immortel, enfin
- 2014: Étienne de Montety - La Route du salut
- 2015: Serge Joncour - L'Écrivain national
- 2016: Pierre Adrian - La Piste Pasolini
- 2017: Kéthévane Davrichewy - L'Autre Joseph
- 2018: Julie Wolkenstein - Les Vacances
- 2019: Emmanuel de Waresquiel - Le Temps de s'en apercevoir
- 2020: Jérôme Garcin - Le Dernier Hiver du Cid
- 2021: Emmanuel Ruben - Sabre[1]
- 2022: Louis-Henri de La Rochefoucauld - Bélhazar[2]
- 2023: Guy Boley - À ma sœur et unique[3]
- 2024: Jean-Pierre Montal - La Face Nord[4]